# Bertópolis
Bertópolis är en kommun i Brasilien.   Den ligger i delstaten Minas Gerais, i den östra delen av landet, 800 km öster om huvudstaden Brasília. Antalet invånare är 4 498.
Omgivningarna runt Bertópolis är huvudsakligen savann. Runt Bertópolis är det mycket glesbefolkat, med 7 invånare per kvadratkilometer.